# Carlos Tasso de Saxe-Coburgo e Bragança
Carlos Tasso de Saxe-Coburgo e Bragança (Gmunden, 16 de julho de 1931) é um empresário, historiador e escritor. Descendente da família imperial brasileira e Chefe do Ramo de Saxe-Coburgo e Bragança, um ramo da Casa Imperial do Brasil. Carlos é bisneto da princesa Leopoldina do Brasil, filha mais nova do imperador D. Pedro II. Sucedeu sua mãe Teresa Cristina de Saxe-Coburgo e Bragança em 1990.

## Biografia
Nascido na Áustria, foi registrado como brasileiro no Consulado do Brasil em Viena, Dom Carlos Tasso é o filho mais velho da princesa Teresa Cristina de Saxe-Coburgo e Bragança (1902-1990), a terceira filha de Augusto Leopoldo, e do barão Lamoral Taxis de Bordogna e Valnigra (1900-1966). Ele tem duas irmãs, Alice e Maria Cristina, e um irmão mais novo, Filipe, que serviu como tenente na marinha brasileira. A Casa de Tasso, de antiga nobreza, era responsável pelos correios do Sacro Império Romano-Germânico, tendo dela pertencido o poeta Torquato Tasso.
No dia 15 de dezembro de 1956 casou-se em primeiras núpcias com a paulista Denise Pais de Almeida (n. 1936), com quem não teve filhos. Em 17 de janeiro de 1969, Carlos Tasso desposou Walburga de Áustria-Toscana, princesa da Toscana e arquiduquesa da Áustria, filha do arquiduque Jorge de Áustria-Toscana e da condessa Maria Valéria de Waldburg-Zeil-Hohenems, e bisneta do grão-duque Fernando IV da Toscana. Ele e sua segunda esposa tiveram oito filhos, que conservam também a nacionalidade brasileira.
Sua dedicação ao estudo da História do Brasil começou quando ainda era jovem. Realizou seus estudos na Áustria, Itália e no Brasil, no tradicional colégio Santo Inácio e na Pontifícia Universidade Católica do Rio de Janeiro, ambas as instituições localizadas na cidade do Rio. Publicou vários trabalhos e até hoje realiza pesquisas históricas e econômicas relativas ao Brasil. Desde 1966, é um membro do Instituto Histórico e Geográfico do Rio Grande do Sul (IHGRGS), estando envolvido também com outras entidades culturais. Também, foi presidente do Rotary International italiano entre 1992 e 1993.
Foi cafeicultor no estado do Paraná, atividade que não pratica mais, trabalhou em Frankfurt como diretor da Henniger Internacional e é proprietário de uma empresa agrícola baseada no Castelo de Villalta, no norte da Itália, herança de seus ancestrais paternos.
É sócio titular do Instituto Histórico e Geográfico Brasileiro, sócio correspondente do PEN Clube do Brasil, em Portugal, membro da Academia Portuguesa da História, membro da Real Academia Espanhola de História, membro dos I.H.G. de Petrópolis, PA, RN, RS e SP.

## Publicações
- (1961). Vultos do Brasil Imperial na Ordem Ernestina da Saxônia. Anais do Museu Histórico Nacional, 12.
- (1968). O Ramo Brasileiro da Casa de Bragança. Anais do Museu Histórico Nacional, 18.
- (2007). O Imperador e a Atriz” – Dom Pedro II e Adelaide Ristori. Caxias do Sul: Universidade de Caxias do Sul.
- (2009). A Princesa Flor – Dona Maria Amélia, a filha mais linda de D. Pedro I do Brasil e IV do Nome de Portugal. Funchal, Madeira: Edição Direção Regional Assuntos Culturais. (Prêmio 8º Conde dos Arcos da Academia Portuguesa da História, no ano de 2010)[8][9]
- (2010). Dom Pedro II em Viena 1871-1877. Florianópolis: Insular; I.H.G.S.C.
- (2011). Dona Maria Amélia de Bragança. Aveleda, Portugal: Academia Portuguesa da História; Ed. e Conteudos S.A.
- (2012). “A Intriga” – Retrospecto de Intricados Acontecimentos Históricos e suas Consequências no Brasil Imperial. São Paulo: Senac. ISBN 9788539613373.
- (2014). Dom Pedro II na Alemanha - Uma amizade tradicional. São Paulo: Senac.
- (2018). O mistério do livro perdido. Rio de Janeiro: Viajante do Tempo. ISBN: 978-85-63382-80-1.[10]

Em 2009, recebeu o prêmio 8º Conde dos Arcos Vice-Rei do Brasil, da Academia Portuguesa de História, que visa galardoar estudos de investigação no âmbito da História Luso-Brasileira, em distinção pelo livro “Princesa Flor – Dona Maria Amélia, a filha mais linda de D. Pedro I do Brasil e IV do Nome de Portugal".
Uma das mais recentes obras de Dom Carlos Tasso de Saxe-Coburgo e Bragança, A Intriga, de 2012, recebeu resenha escrita pelo Dr. Antonio Alexandre Bispo, Professor da Universidade de Colônia, na Alemanha, e publicada na Revista do Instituto Histórico e Geográfico Brasileiro (R. IHGB, Rio de Janeiro, a. 176 (466):265-266, jan./mar. 2015), na qual destaca que na obra A Intriga, “para além dos acervos da família, o autor baseia-se nesta obra em trabalhos realizados em grande número de arquivos brasileiros e europeus. Trata-se, assim, de uma obra fundamentada, de rigor científico, que considera vastíssima documentação original, e que não pode ser tomada como simples romance histórico destinado apenas a trazer à luz de forma aliciante intrigas internacionais à época das negociações de casamento das princesas Isabel e Leopoldina, filhas de Pedro II”.